# Pont Golden Gate
El Pont Golden Gate és un pont penjant situat a la Badia de San Francisco (Califòrnia). Fou inaugurat el 27 de maig de l'any 1937. Té una amplada de 28 metres i 2,7 quilòmetres de longitud, i està sostingut per dues torres de 227 metres d'alçada, creua l'estret de Golden Gate (d'aquí ve el seu nom), per unir la ciutat de San Francisco, al sud, amb Comtat de Marin, al nord. S'estima que uns dos mil milions de vehicles han creuat el pont des de la seva inauguració. A causa del clima, el pont normalment està cobert de boira, és per això que van decidir pintar-lo de vermell, per fer-lo més visible per als vaixells.
La construcció del pont va començar el 5 de gener de 1933. Durant els quatre anys de construcció, 11 treballadors van morir, dels quals 10 van morir el mateix dia, el 17 de febrer de 1937, quan una secció d'una bastida va caure. La construcció va costar 35 milions de dòlars.

## Història
La idea d'unir San Francisco amb el Comtat de Marin a través de l'Oceà Pacífic va sorgir el 1919, quan se li va encarregar a l'enginyer Michael O’Shaughnessy la tasca de trobar un altre enginyer capaç de dur a terme la construcció del Golden Gate. En aquell temps, l'únic mitjà de transport que permetia creuar l'estret era el Ferry, operat per l'empresa Southern Pacific, una de les més grans del segle xx.
O’Shaughnessy va contractar l'enginyer Joseph Strauss, que rebria una paga de 30 milions de dòlars per la construcció del pont. Strauss va començar amb la planificació i els esbossos necessaris per la construcció i el projecte va ser aprovat al 1923 per l'estat de Califòrnia. Més tard, el 1925, centenars de ciutadans de San Francisco i el Comtat de Marin acceptaren contribuir al finançament del projecte, de manera que les expectatives eren positives.
Encara que el concepte del Golden Gate va ser acceptat per una majoria de la població, es va aturar temporalment degut a l'oposició d'una sèrie de negocis que transportaven béns a través de la badia; els quals argumentaven que la construcció del pont perjudicaria greument els seus ingressos comercials, afectaria a la vida marina i els paisatges de la badia, i més important: no seria capaç de suportar un terratrèmol com el terratrèmol de San Francisco de 1906.
En mig d'aquesta incertesa, Strauss va aconseguir reunir un equip d'enginyers per agilitzar el procés de disseny del pont. Un dels enginyers del seu nou equip, Leon Moisseiff, va millorar el disseny original del pont emprant cables que el permetrien suportar grans ràfegues de vents. Mentrestant, Charles Ellis va calcular les equacions matemàtiques necessàries per dur a terme la construcció.
Finalment, i després de molts contratemps, la construcció del Golden Gate va finalitzar el 19 d'abril de 1937 i el pont va ser obert al públic el 27 de maig del mateix any.

## Disseny

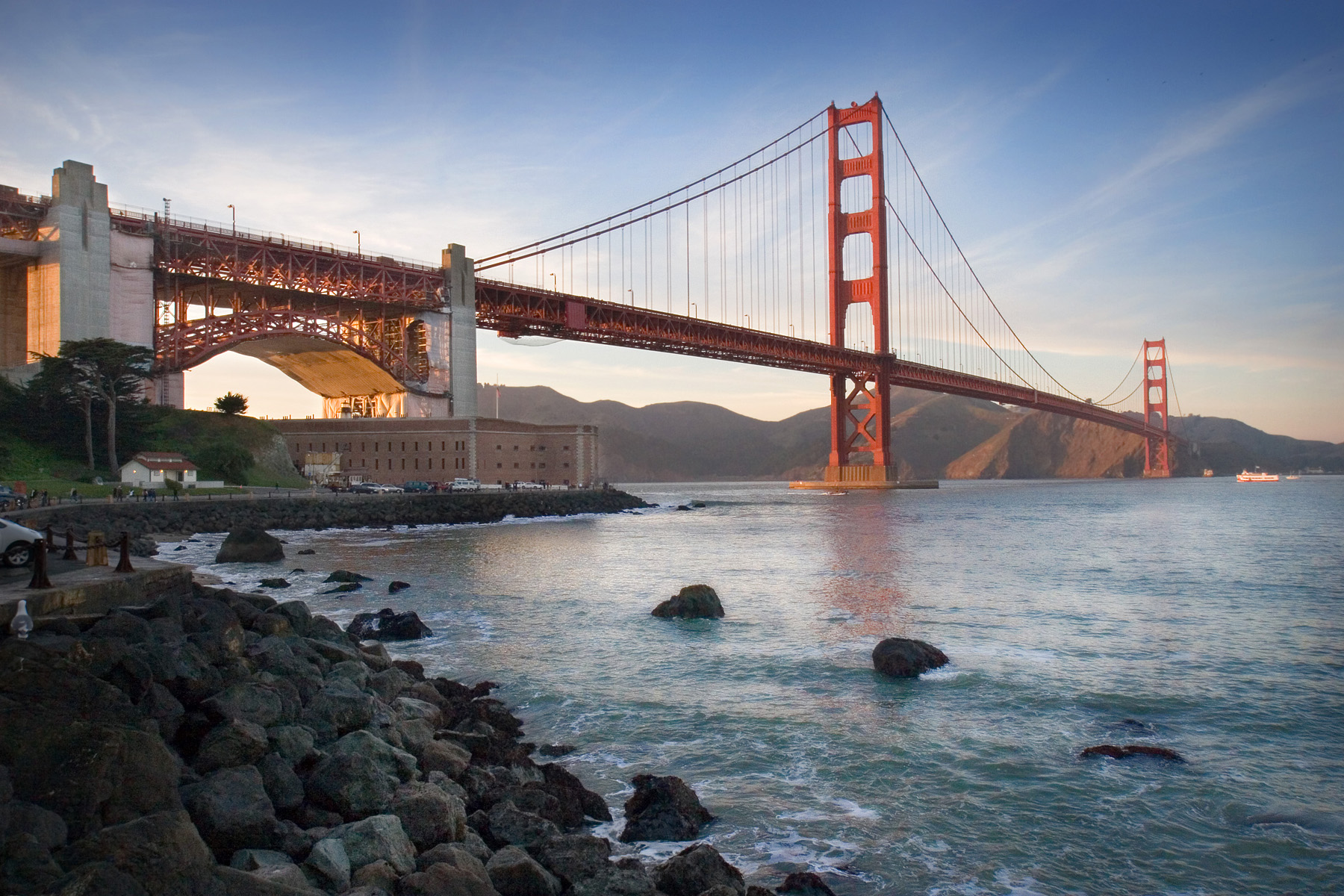
El pont Golden Gate i Fort Point.

Strauss va ser l'enginyer en cap encarregat del disseny global i la construcció del projecte del pont. Tanmateix, com que tenia poca experiència amb els dissenys de suspensió de cables, la responsabilitat de gran part de l'enginyeria i l'arquitectura va recaure en altres experts. La proposta de disseny inicial de Strauss (dos trams dobles en voladís enllaçats per un segment de suspensió central) era inacceptable des del punt de vista visual. El disseny final de la suspensió elegant va ser concebut i defensat per Leon Moisseiff, l'enginyer del pont de Manhattan a la ciutat de Nova York.
Irving Morrow, un arquitecte relativament desconegut, va dissenyar la forma general de les torres del pont, l'esquema d'il·luminació i els elements Art Déco, com ara la decoració de la torre, els fanals, la barana i les passarel·les. El famós color taronja va ser una selecció personal de Morrow, guanyant sobre altres possibilitats, inclosa la de l'Armada dels Estats Units de pintar-lo amb ratlles negres i grogues per garantir la visibilitat als vaixells que passaven.
L'enginyer Charles Alton Ellis, col·laborant a distància amb Moisseiff, va ser l'enginyer principal del projecte. Moisseiff va produir el disseny estructural bàsic, introduint la seva "teoria de la desviació" per la qual una carretera prima i flexible es flexionaria amb el vent, reduint molt l'estrès mitjançant la transmissió de forces a través de cables de suspensió a les torres del pont. Encara que el disseny del pont Golden Gate ha demostrat ser sòlid, un disseny posterior de Moisseiff, el pont de Tacoma Narrows, es va esfondrar en una forta tempesta de vent poc després de ser completat, a causa d'un aleteig aeroelàstic inesperat. Ellis també va tenir l'encàrrec de dissenyar un "pont dins d'un pont" al contrafort sud, per evitar la necessitat d'enderrocar Fort Point, una fortificació anterior a la Guerra Civil considerada, fins i tot aleshores, digne de conservació històrica. Va dibuixar un elegant arc d'acer que abastava el fort i portava la carretera fins a l'ancoratge sud del pont.
Ellis va ser un erudit i matemàtic grec que en un moment va ser professor d'enginyeria de la Universitat d'Illinois tot i no tenir cap títol d'enginyer. Finalment, es va llicenciar en enginyeria civil a la Universitat d'Illinois abans de dissenyar el pont Golden Gate i va passar els últims dotze anys de la seva carrera com a professor a la Universitat Purdue. Es va convertir en un expert en disseny estructural, escrivint el llibre de text estàndard de l'època. Ellis va fer gran part del treball tècnic i teòric que va construir el pont, però no va rebre cap reconeixement durant la seva vida. El novembre de 1931, Strauss va acomiadar Ellis i el va substituir per un antic subordinat, Clifford Paine. Ellis, obsessionat amb el projecte i incapaç de trobar feina en altres llocs durant la Gran Depressió, va continuar treballant 70 hores setmanals sense remuneració, i finalment va dedicar deu volums de càlculs manuals.
Amb la mirada cap a l'autopromoció i la posteritat, Strauss va restar importància a les contribucions dels seus col·laboradors que, tot i rebre poc reconeixement o compensació, són en gran part responsables de la forma final del pont. Va aconseguir que se'l reconegués com el màxim responsable del disseny i la visió del pont. Només molt més tard es van apreciar adequadament les contribucions dels altres membres de l'equip de disseny. El maig de 2007, el Golden Gate Bridge District va emetre un informe formal sobre 70 anys de gestió del famós pont i va decidir reconèixer la tasca d'Ellis en el disseny del pont.

## Trànsit
La majoria de mapes i senyalització marquen el pont com a part de la concurrència entre la Ruta 101 dels EUA i la Ruta 1 de l'estat de Califòrnia. Encara que forma part del sistema d'autopistes nacionals, el pont no forma part oficialment del sistema d'autopistes de Califòrnia. Per exemple, sota el codi de carrers i carreteres de Califòrnia § 401, la ruta 101 acaba a "l'aproximació al pont Golden Gate" i després es reprèn en "un punt del comtat de Marin enfront de San Francisco". El Golden Gate Bridge, Highway and Transportation District té jurisdicció sobre el segment de la carretera que creua el pont en lloc del Departament de Transport de Califòrnia (Caltrans).

### Ús i turisme
El pont és popular entre vianants i ciclistes, i es va construir amb passarel·les a banda i banda dels sis carrils de circulació de vehicles. Inicialment, estaven separats dels carrils de circulació només per una vorera metàl·lica, però l'any 2003 es van afegir baranes entre les passarel·les i els carrils de circulació, principalment com a mesura per evitar que els ciclistes caiguessin a la calçada. El pont va ser designat com a part de la Ruta de Bicicletes dels EUA 95 el 2021.
La passarel·la principal es troba al costat est, i està oberta tant per a vianants com per a bicicletes des del matí fins a mitja tarda durant els dies laborables (5:00 a.m. a 3:30 p.m.), i només per als vianants durant la resta de l'horari diürn (fins a les 18:00 o a les 21:00 durant l'horari d'estiu). La passarel·la de llevant està reservada per als vianants els caps de setmana (5:00 a.m. a 6:00 p.m., o de 21:00 h durant el DST), i està oberta exclusivament als ciclistes al vespre i durant la nit, quan està tancada als vianants. La passarel·la oest està oberta només per als ciclistes i només durant les hores en què no estan permesos a la passarel·la est.

### Peatges

#### Tarifes actuals de peatge
Els peatges només es cobren del trànsit en direcció sud a la plaça de peatge del costat de San Francisco del pont. El peatge totalment electrònic està en vigor des del 2013, i els conductors poden pagar mitjançant el dispositiu de cobrament electrònic de peatge FasTrak, mitjançant el programa de peatge de matrícules o mitjançant un pagament únic en línia. A partir de l'1 de juliol de 2022 fins al 30 de juny de 2023, la tarifa de peatge habitual per als cotxes de passatgers és de 8,80 dòlars, i els usuaris de FasTrak paguen un peatge amb descompte de 8,40 dòlars. Durant les hores punta de trànsit, els vehicles compartits que porten tres o més persones o les motocicletes paguen un peatge amb descompte de 3,50 dòlars

## Suïcidis
El pont Golden Gate és el lloc de suïcidi més utilitzat del món. El tauler es troba a uns 245 peus (75 m) per sobre de l'aigua. Després d'una caiguda de quatre segons, els saltadors colpegen l'aigua a uns 120 km/h (30 m/s). La majoria moren per un trauma d'impacte. Al voltant del 5% sobreviu a l'impacte inicial però generalment s'ofega o mor d'hipotèrmia a l'aigua freda.
Després d'anys de debat i s'estima que més de 1.500 morts, l'abril de 2017 es van començar a instal·lar barreres suïcides, que consistien en una xarxa d'acer inoxidable que s'estén a 20 peus des del pont, recolzada per acer estructural a 20 peus sota la passarel·la. Es va estimar per primera vegada que trigaria uns quatre anys amb un cost de més de 200 milions de dòlars. El desembre de 2019, es va informar que la construcció de la xarxa de prevenció del suïcidi s'havia endarrerit dos anys perquè el contractista principal, Shimmick Construction Co, s'havia venut el 2017, fet que va provocar la desacceleració de diversos projectes existents. A partir de desembre de 2019, la data de finalització de la xarxa del pont Golden Gate es va fixar per al 2023.